# Ečmijadzin
Ečmijadzin (armenski: Էջմիածին, Ečmijadzin; turski: Eçmiadzin) ili Edžmijadzin, do 1945. godine poznat kao Vagaršapat (arm.: Վաղարշապատ), je četvrti grad po veličini u Armeniji, najnaseljeniji grad pokrajine Armavir i duhovno središte katolikosa, patrijarha Armenske apostolske Crkve. 
Nalazi se 18 km zapadno od Jerevana i 25 km istočno od Armavira, te samo 10 km sjeverno od armensko-turske granice. Smješten je u sjeveroistočnom kraju visoravni Araksa u dolini rijeke Kasagh.
Prosječna nadmorska visina mu je 853 metra i ima suhu kontinentalnu klimu.
Manastirski kompleks s katedralom iz 303. godine, sabornom crkvom (4. stoljeće) i zidinama od 10 metara je upisan na UNESCO-ov popis mjesta svjetske baštine u Aziji i Oceaniji 2000. godine pod nazivom „Katedrala i crkve Ečmijadzina i arheološki lokalitet Zvartnoc”.
Vodeća gospodarstva u gradu su proizvodnja vina i plastike. Grad je Internacionalnom zračnom lukom Zvartnoc povezan sa svijetom. 

## Povijest
Područje grada Ečmijadzina je bilo naseljeno još u 5. tisućljeću pr. Kr., o čemu svjedoče mnogi prapovijesni nalazi poput neolitskih Metsamorskih menhira, brda Šreš i Mokhrablura. Najstariji spomen grada je zapis urartskog kralja Rusa II. (685. – 645. pr. Kr.) koji ga smješta u dolinu Kuarlini. Prema armenskom povjesničaru Mojsiju Korenskom (oko 410. – 490-ih) najstarije ime grada je bilo Artemid (prema grčkoj božici Artemidi), potom je bio poznat kao Avan Vardgesi („Grad Vrdgesa”) ili Vardgesavan (Վարդգէսաւան) prema kraljeviću Vardgesu koji ga je obnovio za vrijeme vladavine Orontesa I. (570. – 560. pr. Kr.). 
Prvom polovicom 1. stoljeća, tijekom vladavine Armenskog kralja iz dinastije Arsakida, Vagharša I. (117. – 144.) grad je obnovljen i preimenovan u Noarakaghak („Novi grad”) ili Vagaršapat, koji je i danas jedan od službenih naziva grada. Bizantski povjesničar Prokopije Cezarejski ga u svom djelu „Perzijski ratovi” (545.) naziva Valašabad, po partskom kralju Vologašu, ili armenskom kralju Vagaršu koji je znan i kao Valaš (Balaš).
Od 120. do 330. godine, Vagaršapat je bio prijestolnicom Armenskog Kraljevstva koje se prostiralo od Sredozemlja do Kaspijskog jezera; i tijekom 4. stoljeća ostao je najvažnijim gradom. Usvajanjem kršćanstva 301. i izgradnjom tzv. „Majčinske katedrale” 303. godine, grad je po njoj nazvan Ečmijadzin, i postao je duhovno središte Armenskog naroda i jedno od najstarijih vjerskih državnih organizacija na svijetu. U gradu je osnovana jedna od najstarijih škola na svijetu s knjižnicom, koju je osnovao Sveti Mesrop Maštoc 480. godine, tvorac armenijskog alfabeta.
Nakon što je 452. godine Katolikos (vjerska prijestolnica) prenesena u grad Dvin, u 6. stoljeću Ešmijadzin gubi na važnosti, sve do osnutka srednjovjekovnog Bagratidskog Armenskog kraljevstva 885. godine. Nakon propasti ove države 1045. godine, grad je potpuno izgubio svoju važnost sve do 1441. godine kada je katolikos ponovno prenesen iz kilikijskog grada Sisa natrag u Ečmijadzin. Tijekom Osmanske vlasti grad je bio poznat kao Učkilisa (turski Üçkilise za „Tri crkve”).
Broj stanovnika u zadnjih 20 godina u Ečmijadzinu je naglo pao: 
- 1989. – 61.000 stanovnika
- 2001. – 56.388 stanovnika
- 2008. – 52.757 stanovnika

## Znamenitosti
Najvjerojatniji lokalitet drevnog Vagaršapata je arheološki lokalitet na Brdu Šreš, u blizini rijeke Kasagh, 500 metara od središta Ečmijadzina. Ono je umjetno brdo visine 123 metra i prvi put je istraženo 1870. godine. Najzaslužniji za njegovo iskapanje je ipak armenski arheoloh Jervand Lalajan od 1913. – 1928. god.
Svjetska baština „Katedrala i crkve Ečmijadzina i arheološki lokalitet Zvartnoc” predstavljaju evoluciju i razvoj armenskih crkava s križnim svodovima i kupolom na sredini koje su snažno utjecale na razvoj arhitekture i umjetnosti šireg područja. Kompleks se sastoji od Ečmijadzinske katedrale (303.), Crkve sv. Rispsime (618.), Crkve sv. Gajane (630.) i Šogakata (1694.); a uz njih je vezana i Katedrala u Zvartnocu (7. stoljeće) na južnom kraju grada.
- Metsamorski menhiri
- Ečmijadzinska katedrala
- Crkva sv. Ripisme
- Ečmijadzinsko sjemenište (1874.)

## Gradovi prijatelji
Ečmijadzin je zbratimljen s gradovima:
- Issy-les-Moulineaux  Francuska od 1989.
- Petrozavodsk  Rusija od 2004.
- Fresno  SAD od 2009.
- Sergijev Posad  Rusija od 2010.
- Hadrut i Martakert  Gorski Karabah od 2010.

## Poveznice
- Armenska umjetnost

## Vanjske poveznice
- Sveti grad Ečmijadzin na East-Site.com (engl.)
- Stare fotografije na ChurchInArmenia.com